# سیارک ۱۸۱۰۱
سیارک ۱۸۱۰۱ (به انگلیسی: 18101 Coustenis، نامگذاری:2000LF32) هجده هزار و صد و یکمین سیارک کشف شده‌است که در ۵ ژوئن ۲۰۰۰ کشف شد.
قدر مطلق سیارک برابر ۹.۸ است.